# Truppslagstecken
Truppslagstecken är ett tjänstetecken på en militär uniform, som visar bärarens tillhörighet till ett visst truppslag.

## Ryssland

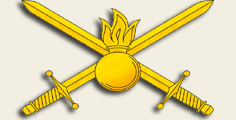
Infanteriet
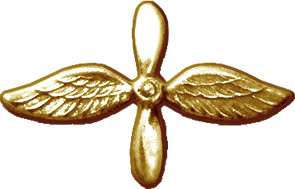
Rysslands flygvapen
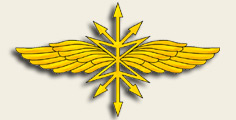
Signaltrupperna
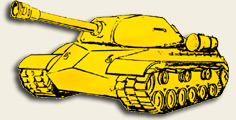
Pansartrupperna
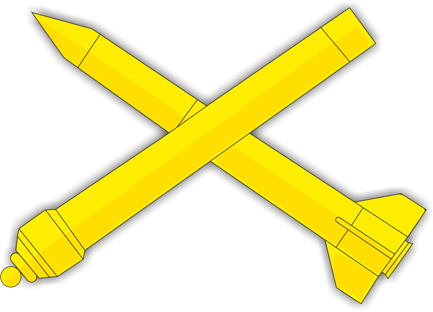
Luftvärnsrobottrupperna
Artilleri
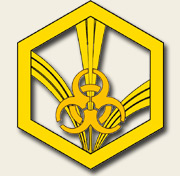
CBRN-trupper
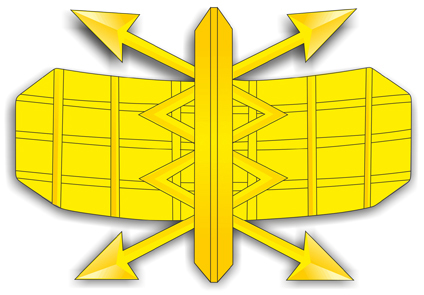
Flygvapnets radartrupper
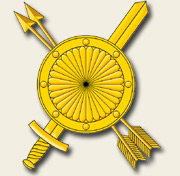
Rysslands strategiska robotstridskrafter
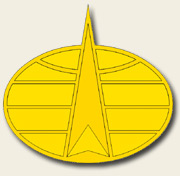
Rysslands rymdstridskrafter
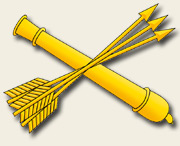
Arméluftvärnet
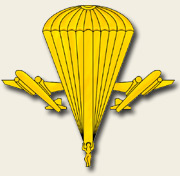
Rysslands luftanfallstyrkor
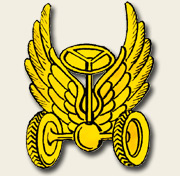
Transporttrupperna
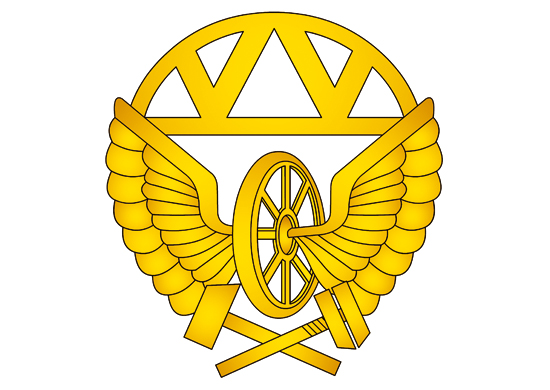
Järnvägstrupperna
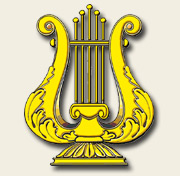
Militärmusiken
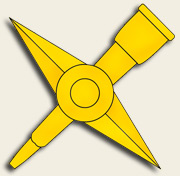
Militärgeografer
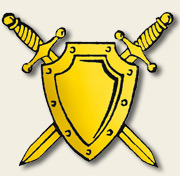
Auditörer
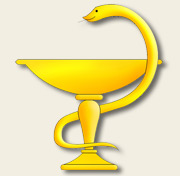
Medicinalofficerare
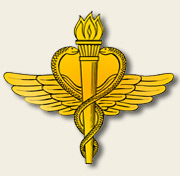
Veterinärofficerare
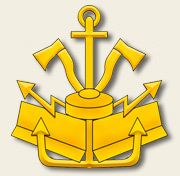
Ingenjörstrupperna

## Tyskland
I Bundeswehr (Heer), den tyska armén, finns truppslagstecken i form av en kombination av kragspeglar (endast på daglig dräkt), baskermärken och baskerfärger.

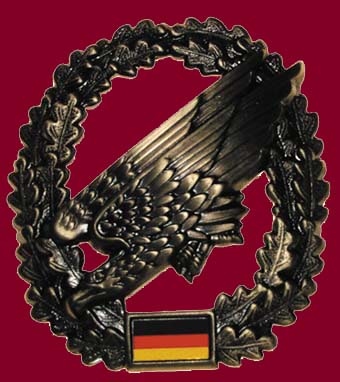
Fallskärmsjägare med vinröd basker.
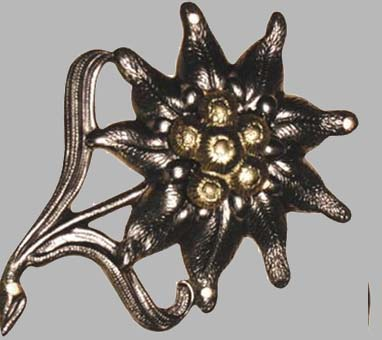
Gebirgsjäger (bär inte basker, utan bergsmössa)
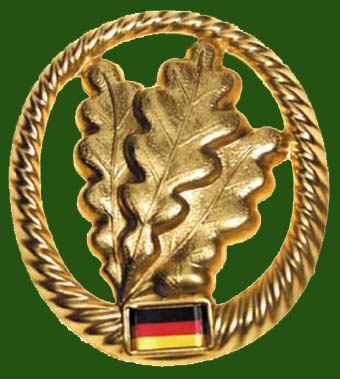
Jägare (motoriserat infanteri) med grön basker.
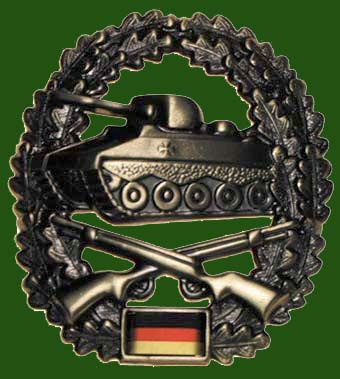
Pansargrenadjärer (pansarskytte) med grön basker.
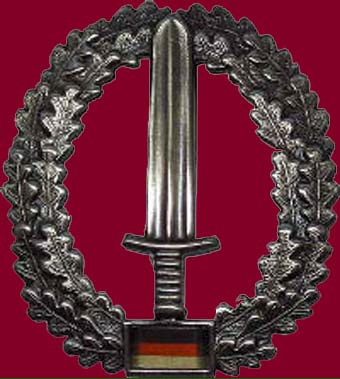
Kommando Spezialkräfte med vinröd basker.
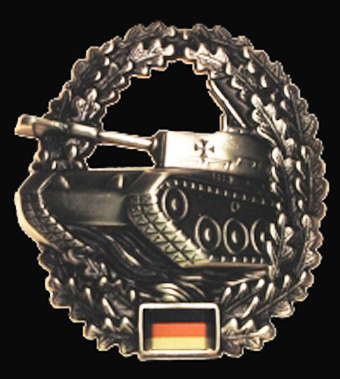
Pansartrupperna med svart basker
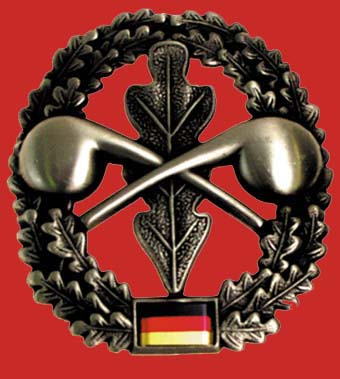
CBRN-trupperna med korallröd basker.
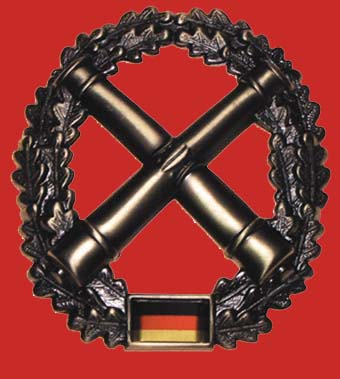
Artilleriet med korallröd basker.
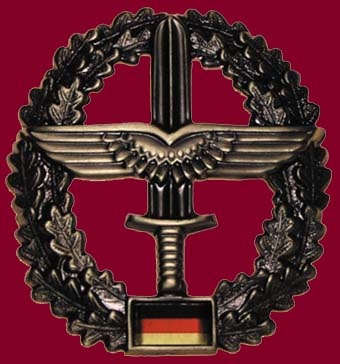
Arméflyget med vinröd basker.
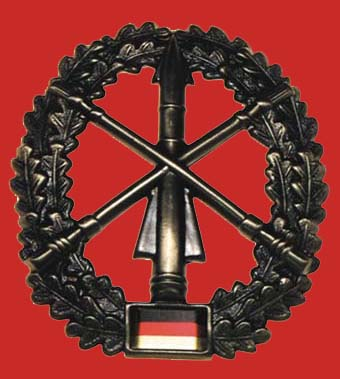
Luftvärnet med korallröd basker.
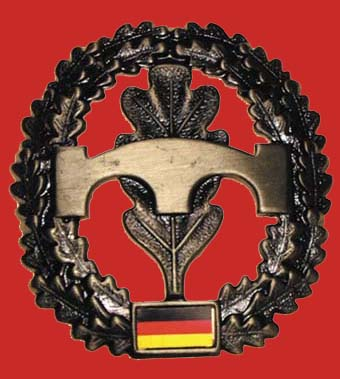
Ingenjörstrupperna med korallröd basker.
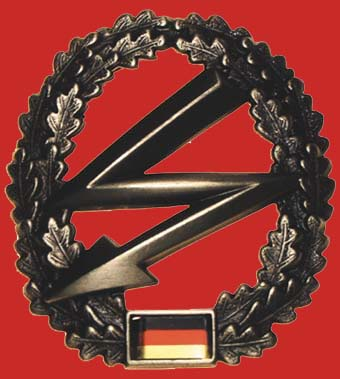
Signaltrupperna med korallröd basker.
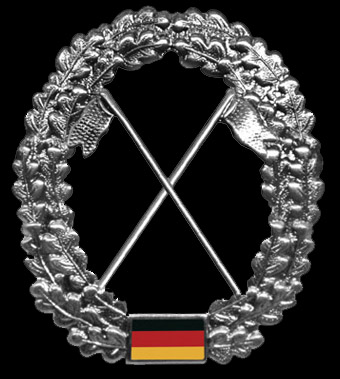
Underrättelsetrupperna med svart basker.
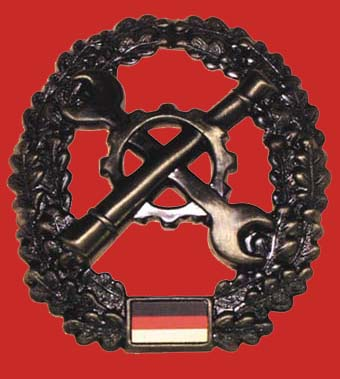
Tekniska trupperna med korallröd basker.
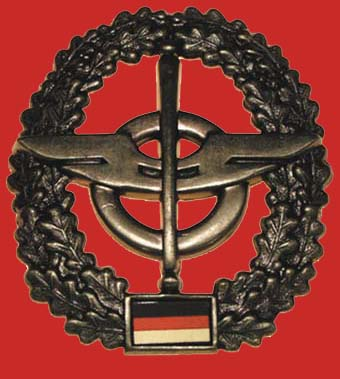
Trängtrupperna med korallröd basker.
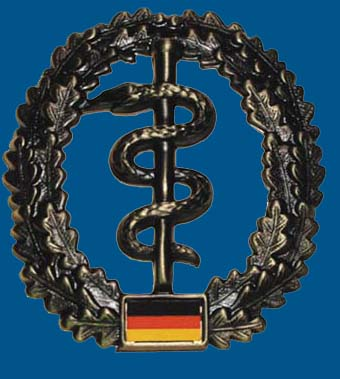
Sjukvårdstjänsten med mörkblå basker
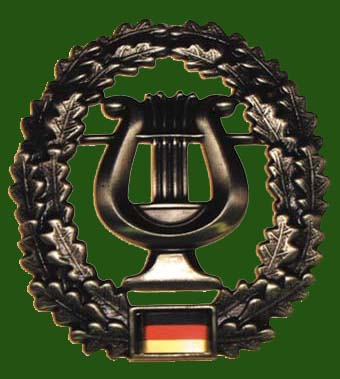
Armémusiken med grön basker.

## Ukraina
Ukrainas armé och flygvapen bär truppslagstecken i form av symboler.

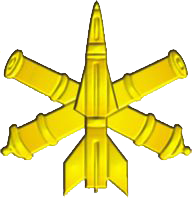
Luftvärnet
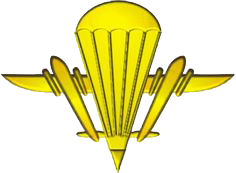
Fallskärmsjägare
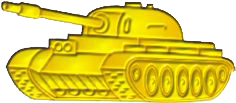
Pansartrupperna
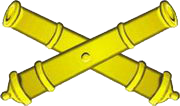
Artilleriet
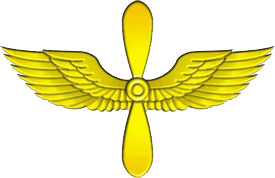
Flygvapnet
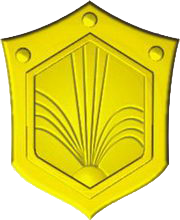
CBRN-trupper
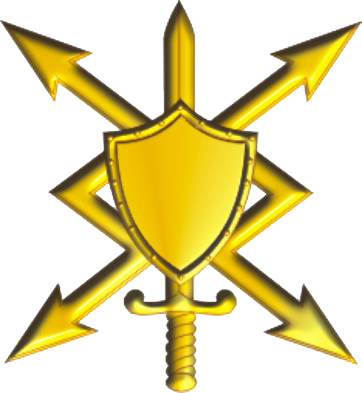
Telekrigföringstrupper
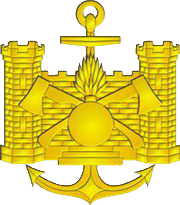
Ingenjörstrupper
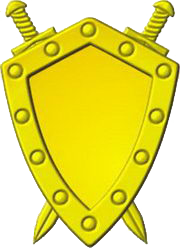
Militärjurister
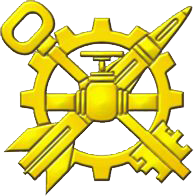
Tygtekniska trupper
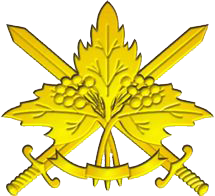
Försvarsgrenstecken för armén
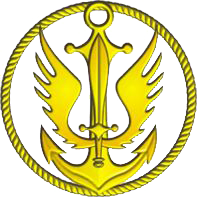
Marininfanteriet
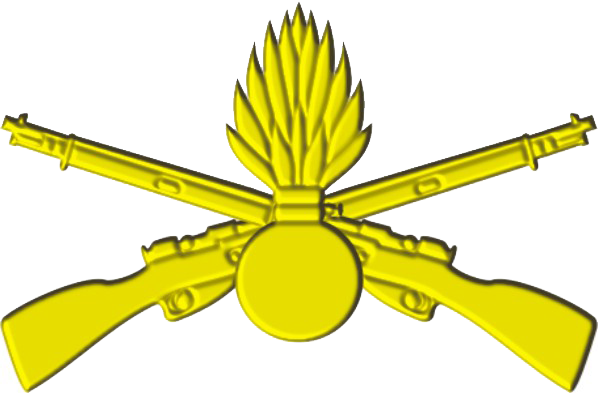
Pansarskytte
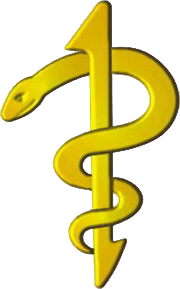
Medicinalofficerare och sjukvårdstrupper
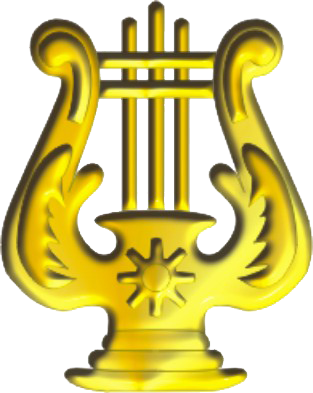
Militärmusiken
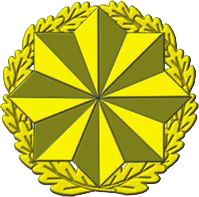
Militärpolisen
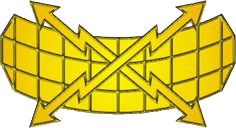
Flygvapnets striltrupper
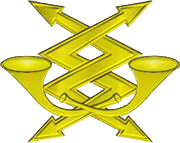
Signaltrupperna
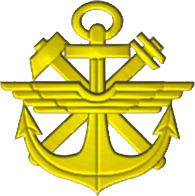
Intendenturtrupperna
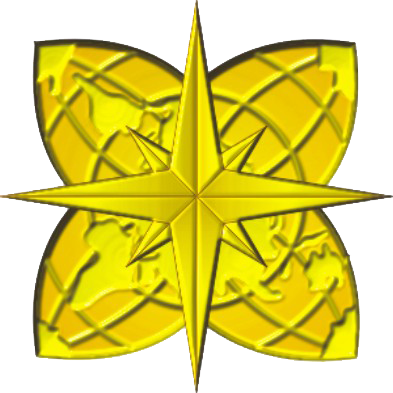
Militärgeografiska trupperna
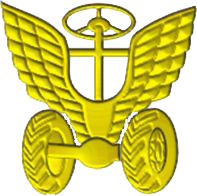
Trängen

## USA

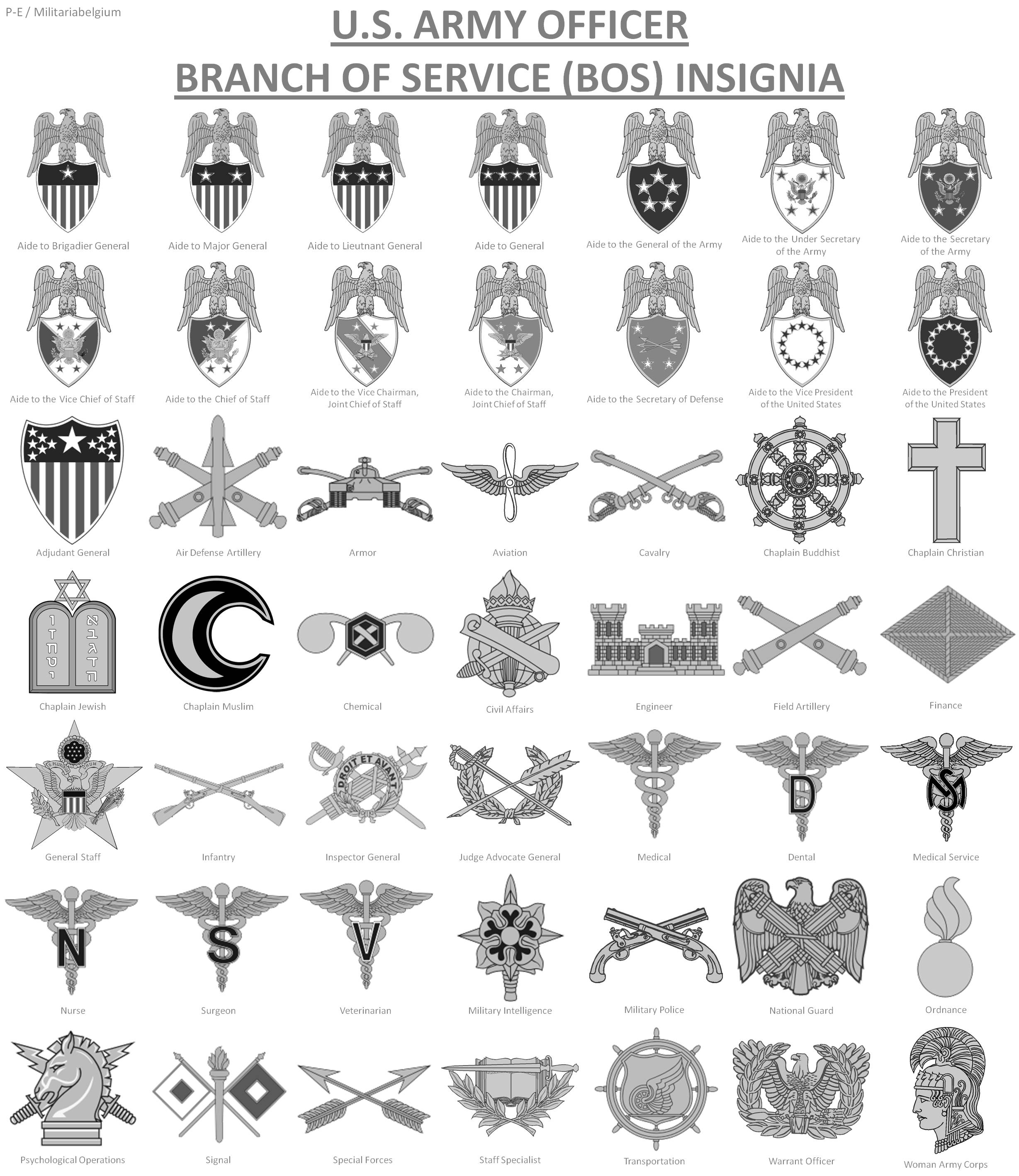
Truppslagstecken för officerare i U.S. Army.